# South Cleveland
South Cleveland é uma Região censo-designada localizada no estado norte-americano de Tennessee, no Condado de Bradley.

## Demografia
Segundo o censo norte-americano de 2000, a sua população era de 6216 habitantes.

## Geografia
De acordo com o United States Census Bureau tem uma área de
37,9 km², dos quais 37,9 km² cobertos por terra e 0,0 km² cobertos por água. South Cleveland localiza-se a aproximadamente 238 m acima do nível do mar.

## Localidades na vizinhança
O diagrama seguinte representa as localidades num raio de 16 km ao redor de South Cleveland.